# Riegelimpfung
Die Riegelimpfung (syn. Riegelungsimpfung, Inkubationsimpfung) ist eine Impfung, die regional begrenzt nach Ausbruch einer Erkrankung eingeleitet wird. Ziel ist, die weitere Verbreitung des Erregers zu unterbinden, indem eine schnellere Antikörper-Produktion bei Kontaktpersonen hervorgerufen wird.
Eine Riegelimpfung ist notwendig, wenn die lokale Herdenimmunität einen gewissen Anteil unterschreitet, wie es z. B. in Deutschland bei Masern der Fall sein kann („Impfmüdigkeit“).

## Beispiele
Erkrankungen, bei denen Riegelimpfungen durchgeführt werden können:
- Pocken – eine Impfung ist für einen Zeitraum von mindestens 4 Tagen nach direktem oder indirektem Kontakt möglich. In letzterem Fall werden auch Personen geimpft, die im selben Haushalt mit (auch geimpften) Kontaktpersonen leben[1]
- Windpocken
- Meningokokken
- Hepatitis A
- Mumps – bis maximal 5 Tage postexpositionell[2]
- Masern – laut Robert Koch-Institut wird die Effektivität als begrenzt eingeschätzt, aber dennoch bis 3 Tage nach Exposition empfohlen[2]
- Poliomyelitis